# Smeh (priimek)
Smeh je priimek več znanih Slovencev:
- Anton Smeh (1898—1953), filmski snemalec in igralec
- Dejan Smeh (*1985), balinar